# Михайло Олександрович Вишневецький
Князь Миха́йло Олекса́ндрович Вишневе́цький (1529 — 15 /16 жовтня 1584) — руський князь з роду Вишневецьких, військовий та державний діяч Великого князівства Литовського. Староста черкаський (1559—1584), гетьман Війська Запорозького реєстрового (1569—1574), сенатор Речі Посполитої. Йому присвячена поема «Epicedion».

## Життєпис
1550 року він, Бернард Претвич, Ян Гербурт, Александр і Прокоп Сенявські стримали татарську навалу, забрали в них награбоване, багатьох взяли в полон.
1555 року воював з татарами при Кільдишевій Могилі на Миргородщині. Наступного, 1556 р. разом з князями Романом Сангушком та Остафієм Ружинським здійснив вилазку проти турків до Білгорода, однак через татарську підмогу князі зазнали поразки. З літа 1557 до 1559 р. брав участь у Лівонській війні у складі королівського почту Сигізмунда II Августа. За успішні дії отримав у грудні 1559 р. Черкаське староство, яким управляв до своєї смерті.
Близько 1560 р. розбив невеликий загін татар на чолі з ватажком Сохором над річкою Псел. Навесні 1563 р. М. Вишневецький своїм коштом найняв 800 білгородських татар на чолі з Сіхозою і Бакаєм, а також спорядив 400 власних вояків. З цим військом він рушив на підмосковську Сіверщину, зокрема, взяв і спалив місто Радогощ.
У 1566 році разом з братом Олександром переміг татар у районі гирла річки Цибульник. Літом 1570 року розгромив двохтисячний загін татар під Чигирином. В 1574 або 1575 році розбив 500 татар які обложили Черкаси, однак не став їх переслідувати.

### Похід на Астрахань
1570 року король Сигізмунд II Август послав Михайла на Астрахань. З собою по дорозі князь взяв полки запорожців та «гультяїв». Коли гетьман прибув з військом, паша і хан вже стояли під мурами. Тоді Вишневецький взявся розробляти план штурму Астрахані. Тим часом один з запорожців пробрався у місто і попередив гарнізон, щоб в зазначений день і час зробили вилазку на противника, імітуючи напад. Запорожець вночі, під носом у татар пробрався в місто і повернувся назад, повідомивши гетьмана, що гарнізон готовий. Вишневецький домовився з командувачем допоміжних московських військ, щоб він нападом відволік татар. А сам Вишневецький вишикував в ряд свою кінноту, за нею поставив 15 000 піхоти. Князь пустив кінноту вперед, однак при наближенні до ворожого табору вершники розійшлися в сторони й на османів ринула піхота, яка, прорвавшись всередину табору, захопила гармати. Османи заволали про допомогу своїх військ, які в цей час билися під мурами з астраханцями. Поки вони прибули, козаки, використовуючи проти турків їхні ж гармати, розгромили їх повністю. Вночі паша перейшов під укриття до хана, Астрахань була звільнена. М. Вишневецький забрав величезні трофеї з османського табору та важку артилерію.
Однак 5000 запорозьких козаків, незадоволені розподілом здобичі після походу на Астрахань, відділилися від війська гетьмана Вишневецького і заснували на березі Дону місто Черкаськ, за назвою свого міста Черкаси, яке стало «головним всьому війську Донському».

### Війни з Московською державою
У 1579 році князь М. Вишневецький, разом з князем Василем Костянтином Острозьким, в складі частин війська короля Стефана Баторія пішов походом на Московське царство, зайняв Сіверщину, брав участь у взятті Стародуба, Чернігова (який польсько-українські війська підпалили) та інших фортець.
Влітку 1580 року разом з загоном татар здійснив похід на Карачев, спустошив місто та його околиці, а дорогою назад — околиці Брянська, Рильська та Орла.
У серпні 1581 року разом з річицьким старостою, князем Ярошем Жижемським, овруцьким старостою Аврамом Мишкою, київським чашником і ротмістром королівським Киріяном Лятошинським і загоном козаків Яна Оришевського пішов на Трубчевськ. Місто було сильно спустошене і спалене. Дорогою назад, на річці Судость Вишневецького наздогнало московське військо, однак воно було вщент розбите.

### Володіння
За значні військові заслуги 1580 року введений до сенату Речі Посполитої, після чого передає Канівське та Черкаське староства синові Олександрові. Посади старости канівського і черкаського зберіг до смерті. 1580 р. став каштеляном брацлавським, 15 березня 1581 каштеляном київським.
Разом з дружиною, Гальшкою Юріївною Зенович, залишив добру пам'ять як фундатор трьох православних монастирів.
Помер у Вишневці 15 жовтня 1584 р. у віці 55 років, був похований із почестями в Києво-Печерській Лаврі. За даними Афанасія Калнофойського, помер о 2-й годині ночі з понеділка на вівторок 16 жовтня 1584, був похований в Успенському соборі Києво-Печерської лаври, існував його надгробок з епітафією.

## Нащадки
У шлюбі з Гальшкою Юріївною Зенович у нього народилось 5 дітей:
- Олександр (р.н.н. — Стамбул, 1594) — староста черкаський, канівський, корсунський, лоївський. Одружений з Оленою Єловицькою (р.н.н. — 1587)
- Михайло (1588—1619) — староста овруцький.
- Юрій (р.н. невідомий — 1617/18) — каштелян київський.
- Марина Вишневецька — дружина стольника полоцького Теодора Горського
- Софія Вишневецька (р.н.н. — до 1595) — дружина підскарбія надвірного литовського Івана Остафія Тишкевича (†1631). У шлюбі народилось 8 дітей.

Онуки князя по сину Михайлу Вишневецькому
|  |  | Михайло Вишневецький | Михайло Вишневецький |  |  |  |  |  |  | Гальшка Зеновичівна пом. бл. 1594 | Гальшка Зеновичівна пом. бл. 1594 |  |  |
|  |  |                      |                      |  |  |  |  |  |  |                                   |                                   |  |  |
|  |  |                      |                      |  |  |  |  |  |  |                                   |                                   |  |  |
|  |  |                      |                      |  |  |  |  |  |  |                                   |                                   |  |  |

|                                                  |                                                  | Раїна Могилянка нар. 1588 пом. після 18 січня 1619 | Раїна Могилянка нар. 1588 пом. після 18 січня 1619 | Михайло Вишневецький нар. ? пом. перед 1616 | Михайло Вишневецький нар. ? пом. перед 1616 |                  |                  |  |  |
|                                                  |                                                  |                                                    |                                                    |                                             |                                             |                  |                  |  |  |
|                                                  |                                                  |                                                    |                                                    |                                             |                                             |                  |                  |  |  |
| Ярема Вишневецький нар. 1612 пом. 22 серпня 1651 | Ярема Вишневецький нар. 1612 пом. 22 серпня 1651 | Олександр Роман Вишневецький пом. 1629             | Олександр Роман Вишневецький пом. 1629             | Юрій Криштоф Вишневецький пом. 1629         | Юрій Криштоф Вишневецький пом. 1629         | Анна Вишневецька | Анна Вишневецька |  |  |